# Divinópolis do Tocantins
Divinópolis do Tocantins är en kommun i Brasilien.   Den ligger i delstaten Tocantins, i den centrala delen av landet, 700 km norr om huvudstaden Brasília. Antalet invånare är 6 363.
Omgivningarna runt Divinópolis do Tocantins är huvudsakligen savann. Runt Divinópolis do Tocantins är det mycket glesbefolkat, med 2 invånare per kvadratkilometer.